# Coche con pasillo

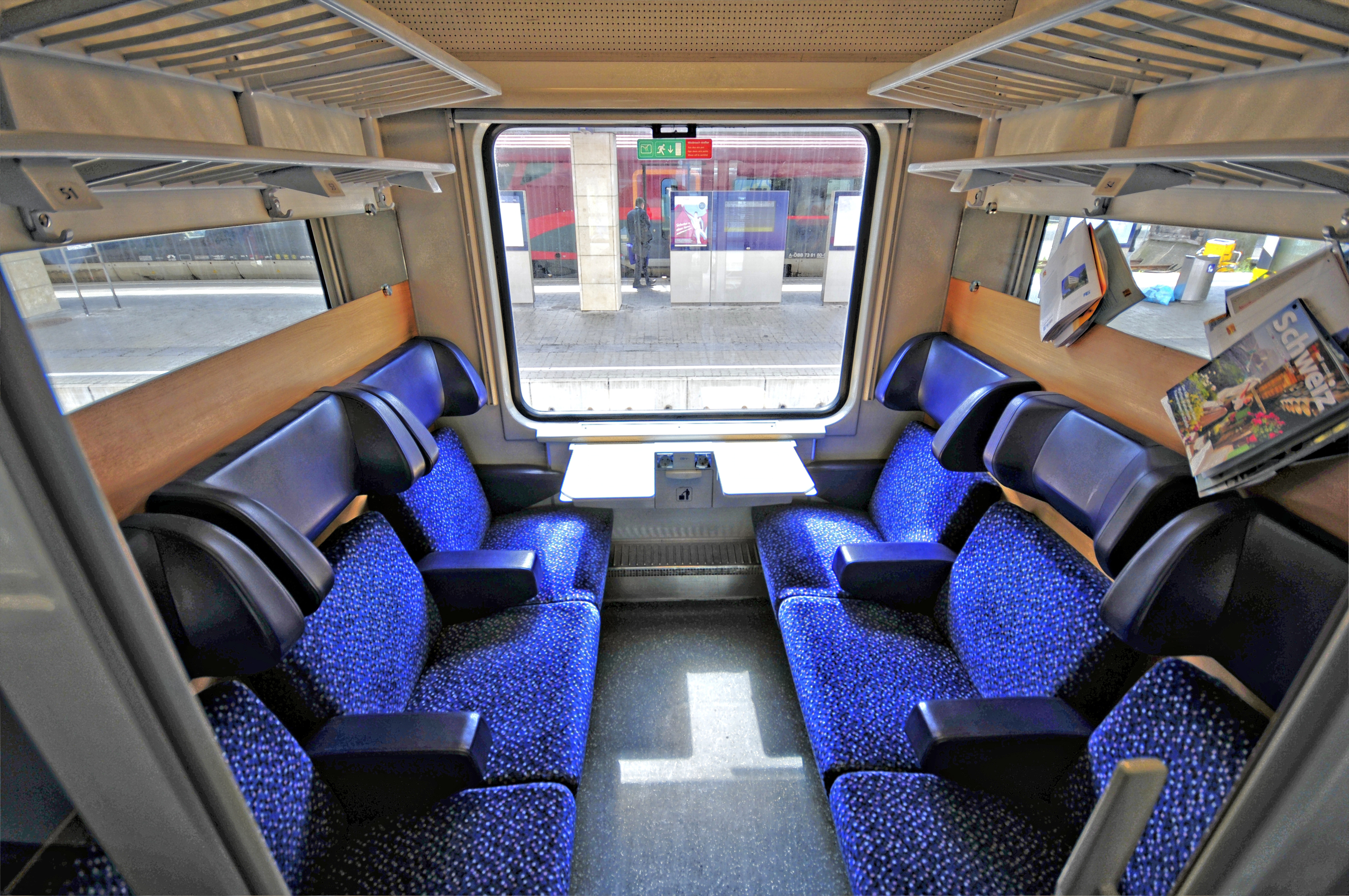
Compartimiento de un coche del Österreichische Bundesbahnen con seis asientos.

Un coche con pasillo es un tipo de vehículo ferroviario destinado al tráfico de viajeros, caracterizado por estar dividido en compartimentos y por disponer de un corredor de paso situado a un lado para permitir la libre circulación de los pasajeros a lo largo del tren y entre los compartimentos.
Por motivos de comodidad y de seguridad, sustituyeron por completo a los coches compartimentados sin pasillo (en los que cada compartimento disponía de su propia puerta de acceso desde el exterior), y han sido sustituidos paulatinamente en los recorridos de media distancia por los trenes con habitáculo continuo, aunque es un diseño que se sigue empleando en los trenes que disponen de coches cama.

## Historia

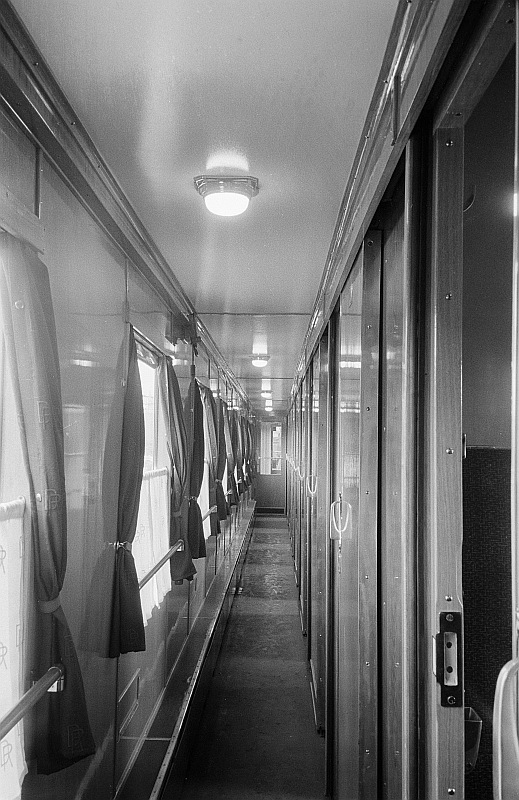
Pasillo lateral de un coche cama (1952)

Los primeros coches de compartimentos con pasillo lateral se construyeron a partir de finales del siglo XIX, una configuración que todavía es habitual en muchos países. En Prusia se incorporaron en 1892 a los recién introducidos trenes expresos, que se equiparon con zonas de paso entre coches protegidas por un fuelle, sistema que todavía se usa hoy en día incluso en los vehículos ferroviarios presurizados.
El desarrollo en Estados Unidos del conocido como tren vestibulado, ideado por George Pullman en 1887, supuso el comienzo de la introducción  generalizada a principios del siglo XX de los "trenes con pasillo", en los que los pasillos de una serie de coches adyacentes quedaban unidos mediante vestíbulos de paso intermedios debidamente acondicionados. A su vez, la aparición de los coches restaurante en los trenes de largo recorrido hizo que fuera ventajoso permitir que los pasajeros se desplazaran a lo largo de todo el tren. El "Standard Corridor" se convirtió en el Reino Unido en uno de los diseños clásicos de coches de ferrocarril de mediados del siglo XX.

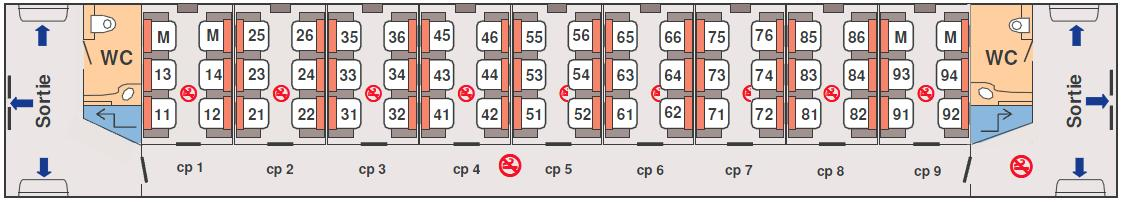
Esquema de un coche francés con pasillo (SNCF A9u)

Debido a la amplia aceptación del diseño de Pullman, el coche con pasillo era conocido en el continente europeo como el "sistema americano" o "coche americano" a principios del siglo XX.
El diseño con pasillo lateral sigue siendo habitual en los coches cama o en los equipados con literas, y todavía se mantiene en algunos ferrocarriles donde los pasajeros van sentados. No debe confundirse con el moderno diseño cuyo interior está dividido en una o varias salas grandes recorridas por un pasillo central.

## Antecedentes
Los primitivos coches compartimentados estaban divididos en varios departamentos separados, cada uno con su propia puerta de entrada dispuesta en el lado exterior de la carrocería, y se emplearon en casi toda Europa en muchos casos hasta la década de 1960. El ingeniero alemán Edmund Heusinger von Waldegg ya había desarrollado en 1892 un coche con un pasillo a un lado o en el centro del coche y zonas de acceso separadas.
Después de que los coches de compartimentos de este tipo fueran dados de baja, el término de coche de compartimentos se ha utilizado desde la década de 1970, principalmente como sinónimo de los coches clásicos de los trenes expresos, que disponían de vestíbulos de paso protegidos, un pasillo lateral a lo largo de todo el tren y departamentos separados por tabiques con dos filas de asientos situadas cara a cara. La contrapartida de estos coches compartimentados son los coches de vestíbulo abierto, en los que los asientos suelen estar dispuestos uno detrás del otro a ambos lados de un pasillo central, sin tabiques separadores.

#### Coches de compartimentos sin pasillo

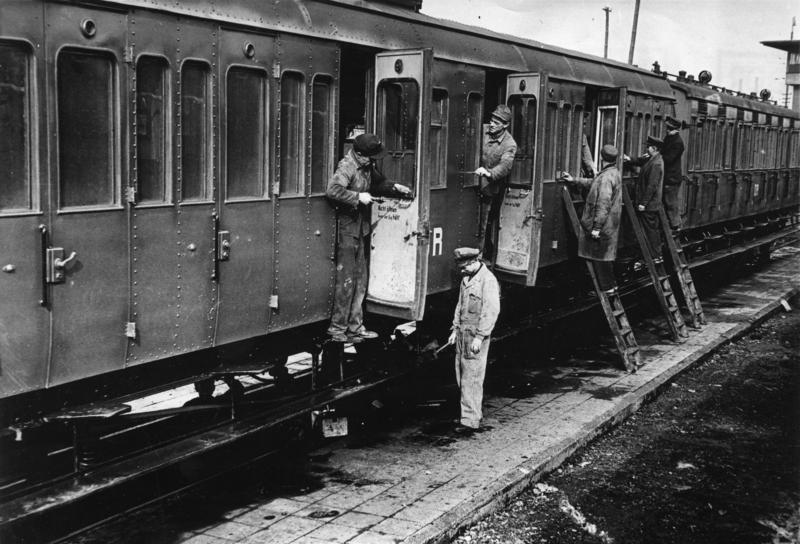
Reparación de un coche de compartimentos Centoporte (Tipo 1928R)

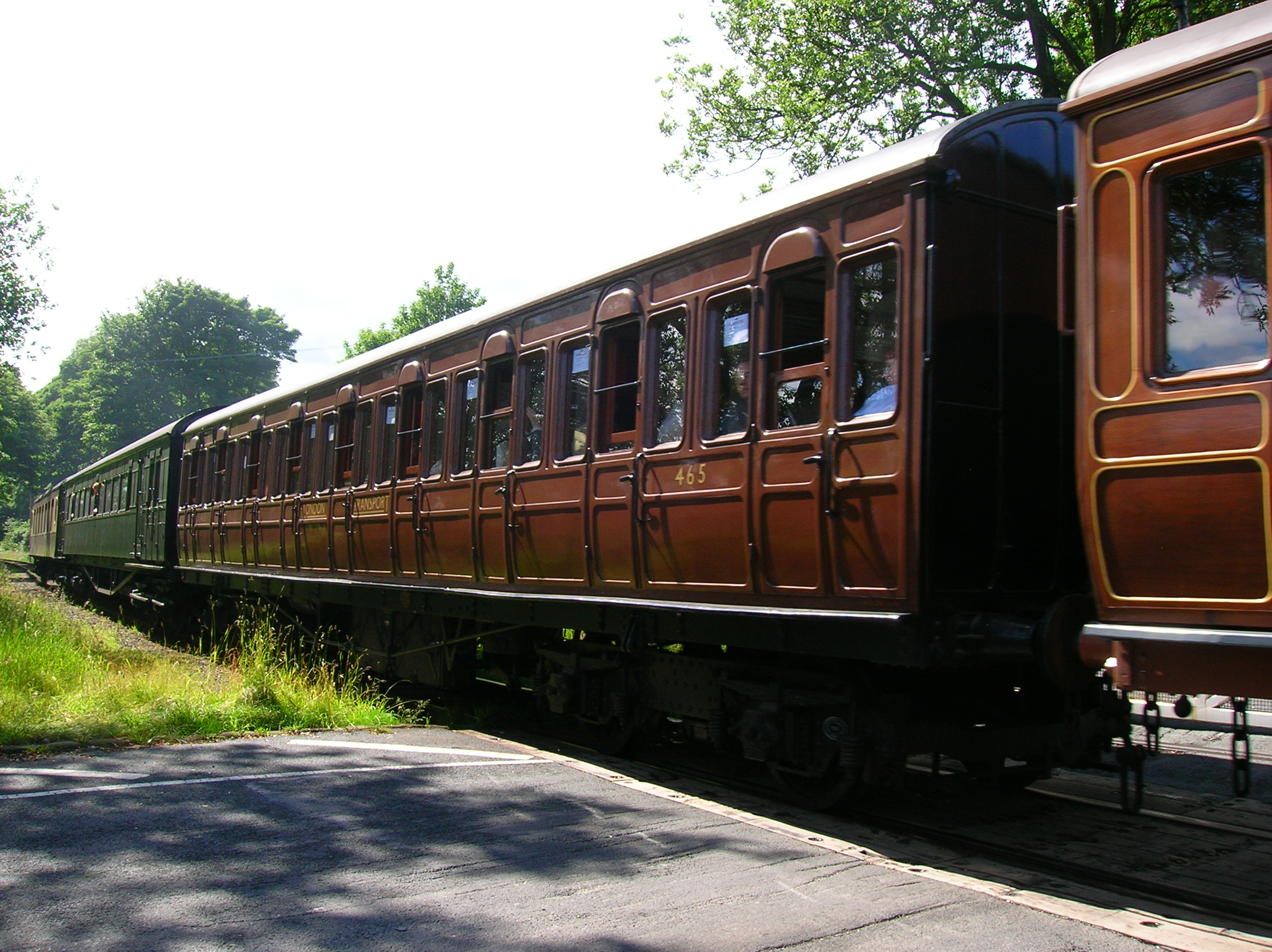
Coche de compartimentos inglés de cuatro ejes tipo Dreadnought (1919)

Al comienzo de la era ferroviaria en Inglaterra, generalmente se agregaban dos o tres compartimentos de diligencia sobre un bastidor ferroviario. El uso de las antiguas diligencias se eligió por razones de sencillez, ya que simplemente no existía una industria dedicada a la construcción de coches ferroviarios. Por lo tanto, en el siglo XIX, este tipo de vehículo también se denominó "coche de pasajeros del sistema inglés" (coches cortos compartimentados de dos y tres ejes), en contraste con los "coches abiertos" con un solo habitáculo y un pasillo central conocidos como "coches de pasajeros del sistema americano" (generalmente coches largos de cuatro ejes con pasillo y con plataformas abiertas al final del coche).
Si bien el origen de los compartimentos individuales del coche todavía era claramente reconocible al principio, pronto se fusionaron en una carrocería con muchas puertas laterales, naciendo así los "coches de las cien puertas". Los coches "sin intercomunicación" se siguieron construyendo hasta aproximadamente principios del siglo XX. Una gran desventaja de este diseño era que los viajeros no podían cambiar de compartimento después de subir al tren, lo que significa que tardaban mucho en encontrar los asientos libres cuando había mucha gente. Además, no se podía acceder al aseo o al coche restaurante mientras el tren estaba en marcha. Sin embargo, ambos servicios solo se generalizaron en los trenes alrededor de 1890. Si había un baño, solo podía accederse hasta él en una parada, y solo se podía salir en la siguiente parada. La falta de comunicación con otros pasajeros o con el personal del ferrocarril también favorecía la comisión de delitos en el tren. Además, las interventores de los trenes tenían que recorrer los coches por el exterior suspendidos de un estribo si querían revisar los billetes mientras el tren estaba en movimiento, lo que provocó una gran cantidad de accidentes fatales. El peligro de tales accidentes aumentó con el incremento de la velocidad de los trenes. Además, a velocidades elevadas, si se había abierto alguna puerta accidentalmente, ya no era posible cerrarla debido al efecto contrario del aire.
El problema de comunicación se solucionó inicialmente con pequeñas ventanas entre los compartimentos. Con la necesidad de mayores velocidades de circulación (paradas más cortas en las estaciones) y mayor comodidad, se dotó también a los coches de compartimentos de aseos (inicialmente uno por coche) y posteriormente de pasillos interiores, que reducían el espacio disponible para acomodar más asientos, pero que permitían cambiar de compartimento o ir al aseo. En consecuencia, se adaptaron numerosos coches de compartimentos de versiones anteriores al nuevo diseño. Sin embargo, también se adquirieron formas intermedias entre los coches compartimentados y los equipados con un pasillo, que tenían una puerta de entrada lateral en cada (o cada dos) compartimentos, pero también disponían de un pasillo y de puertas de paso al siguiente coche.
Los coches compartimentados de dos, tres y cuatro ejes estuvieron particularmente extendidos en el norte de Alemania, en Prusia y en Francia (donde se desarrollaron los coches conocidos como Voiture à Impériale, con un segundo piso abierto). En el Reino Unido eran denominados Compartment Car y en Italia eran denominados centoporte (cien puertas) o también milleporte (mil puertas).